# 佐藤貴史 (俳優)
佐藤 貴史（さとう たかし、1974年〈昭和49年〉12月17日 - ）は、日本の俳優・声優。half pint所属。

## 来歴
駿河台大学卒業後、ホリプロ所属しお笑いコンビ「あいあい傘」を結成し、お笑いタレントとして活動開始。しかし、1999年にお題をカンニングしたことにより、このことを相方から責められて対立する。その後コンビは解散となり、同時に佐藤は芸人を引退した。
芸人引退後、アルバイト先の友人から小劇場の存在を教えられ、誘われて行ったのが下北沢の駅前劇場での「サモ・アリナンズ」舞台だった。2000年9月に劇団「サモ・アリナンズ」に入団し、俳優としての活動を始める。2007年よりコントユニット「表現・さわやか」に参加。2009年からNHK教育で放送されている子供番組『みいつけた!』で、サボさんの声優およびスーツアクターを担当している。2012年の「We Love 兄さん!! 〜ボクらの兄さんイケてなくなくない!?〜」で舞台初主演を務め、2015年には『ぼくたちは上手にゆっくりできない。』-BREAK- にて映画主演を果たした。
2023年12月10日、自身のSNSにて結婚していたことを初めて公表した。

### 所属する劇団・団体
- サモ・アリナンズ

1992年6月、小松和重、倉森勝利、平田敦子、久ヶ沢徹らが結成したコメディ劇団。
- 劇団ワンダフルズ

サモ・アリナンズの劇団内劇団（コントユニット）。劇団内ではハンバーグ佐藤と名乗っている。
- 表現・さわやか

劇団猫のホテルの劇団内劇団（コントユニット）。主宰は池田鉄洋。
- 友達の友達

主宰佐藤貴史と大政知己、脚本家のふじきみつ彦が結成する、本当の友達の友達をゲストに呼んで気まずい関係を体現するコントユニット。

## 人物
愛称は「さと兄（にい）」。俳優としてはコミカルな役柄を演じることが多い。
特技はバイオリン。声優およびスーツアクターを担当するキャラクター『サボさん』が登場する「みいつけた!」では、番組内コーナー「自然のしらべ」のオープニング演奏を担当している。俳優として舞台公演においても演奏を披露する。
趣味はボードゲーム。自身と親交のある俳優や声優、作家を自宅に招きゲーム会を行うほか、一般客も参加できるボードゲームイベントを定期的に開催している。
お笑いコンビ解散時、相方に「佐藤くんは個性的だから役者をやれば」と勧められたことがきっかけとなり、俳優に転向した。

## 出演

### 舞台
- サモ・アリナンズプロデュースNO.16『シャイアン』（2000年5月、本多劇場）作・演出：倉森勝利 （第5期ワークショップ生として参加）
- サモ・アリナンズプロデュースNO.17『マクガフィン』（2000年12月、下北沢ザ・スズナリ/ 2001年1月、大阪）作・演出：倉森勝利
- サモ・アリナンズプロデュースNO.18『ホールアンドナッツ』（2001年5月、本多劇場）作・演出：倉森勝利[13]
- オフィスマキノ『ニッキーズ・パビリオン』（2001年10月、天王洲アイル アートスフィア）
- サモ・アリナンズプロデュースNO.19『スネーク・ザ・バンデット』（2001年12月、下北沢本多劇場）作・演出：倉森勝利
- サモ・アリナンズプロデュースNO.20 10周年公演『ルーシー26』（2002年7月、本多劇場）作・演出：倉森勝利
- 倉森Victory プロデュース with サモ・アリナンズ下北沢演劇祭参加 『倉森物語』（2003年1月-2月、本多劇場）作・演出：倉森勝利
- サモ・アリナンズプロデュース第21弾『ブルージーンズ・ジャーニー マクガフィン2』（2003年9月、シアターサンモール）作・演出：倉森勝利
- サモ・アリナンズ ワークショップ卒業公演『おちてしあわせ』（2004年3月）作・演出：倉森勝利
- サモ・アリナンズプロデュースNO.22『ワンダフル』（2004年5月、ザ・スズナリ）作・演出：倉森勝利
- 劇団ワンダフルズ旗揚げ公演『世界のテレビ』〜イギリスのケーブルテレビ〜（2004年10月、下北沢駅前劇場）作・演出：倉森勝利
- アーノルドシュワルッネッガー 第4回公演『G』（2005年1月、OFFOFFシアター）
- サモ・アリナンズプロデュースNO.23『AB男』（2005年4月、全労済ホールスペース・ゼロ）作・演出：倉森勝利
- 温泉きのこ『謡う、相続人』（2005年5月）[14]
- QC3000プレゼンツ『脳内DISCO』（2005年12月、下北沢駅前劇場）
- ドナインシタイン博士のひみつ学会「初恋の秘密」 （2006年）
- QC3000プレゼンツ『脳内DISCO〔bug〕』（2006年7月、下北沢駅前劇場）
- サモ・アリナンズプロデュースNO.24『昔の侍』（2006年11月、本多劇場）作：千葉雅子(猫のホテル)
- RUN-BEAT『5年生のはなし。』（2007年5月-6月、OFFOFFシアター）
- 劇団ワンダフルズ第2回公演『世界のえほん』（2007年2月、下北沢駅前劇場）
- 表現・さわやか 第4回公演『ポエム』（2007年11月、下北沢駅前劇場）
- サモ・アリナンズプロデュースNO.25『洞海湾-九州任侠外伝-』（2008年4月、ザ・スズナリ）作・演出：松尾スズキ
- 劇団ワンダフルズ第3回公演『世界の博覧会』（2008年9月、下北沢駅前劇場）
- 表現・さわやか 第5回公演『美少年オンザラン』（2008年11月、下北沢駅前劇場）
- 友達の友達 第1回公演『友達の友達』（2009年1月、下北沢シアター711）
- wat mayhem『パンク侍、斬られて候』（2009年1月-2月、東京 本多劇場/ 2009年2月、大阪 サンケイホールブリーゼ/ 北九州芸術劇場中劇場）
- 表現・さわやか +B-amiru『ザ ワースト オブ 表現・さわやか』（2009年4月、新宿シアターブラッツ）
- カリカコント＋「MEETS」vol.3 カリカMEETS佐藤貴史『いつわり家族』（2009年4月）（作・演出：家城啓之（カリカ））
- 表現・さわやか 第6回公演『ザ ベスト オブ 表現・さわやか』（2009年7月、本多劇場）
- 『Rody Musical』ロディミュージカル（2010年8月、草月ホール） - マキシム先生 役[15]
- 表現・さわやか 第7回公演『アラン！ドロン！』（2010年9月、下北沢駅前劇場）
- る・ひまわり『新春戦国鍋祭〜あんまり近づきすぎると斬られちゃうよ〜』（2011年1月、サンシャイン劇場） - 柴田勝政 役[16]
- 劇団ワンダフルズ第4回公演『世界の百貨店』（2011年1月、下北沢駅前劇場）
- る・ひまわり『遠ざかるネバーランド』（2011年5月、青山円形劇場）
- 表現・さわやか 第8回公演『15♡0』〜フィフティーン・ラブ〜（2011年6月、下北沢駅前劇場）
- る・ひまわり『こころ』（2011年8月、青山円形劇場）原作：夏目漱石、脚本：毛利亘宏、演出：北澤秀人
- る・ひまわり『大江戸鍋祭〜あんまりはしゃぎ過ぎると討たれちゃうよ〜』（2011年12月、明治座、大阪梅田芸術劇場）[17] - 小林平八郎 役
- る・ひまわり『We Love 兄さん！！〜ボクらの兄さんイケてなくなくない！？〜』（2012年4月、ラフォーレミュージアム原宿）脚本・演出 村上大樹 - 主演 佐藤貴史 役[18]
- 友達の友達 第2回公演『旅立ちの旅立ち』（2012年11月、下北沢シアター711） - 主演[7]
- る・ひまわり『ドリームジャンボ宝ぶね〜けっしてお咎（とが）め下さいますな〜』（2013年1月、青山劇場、他1会場） - 妖怪チーム 小豆洗い 役[9][19][20]
- とくお組 第20回公演 『近未来パーク』（2013年4月20日、吉祥寺シアター） - 日替りゲスト
- NYエロヒマドル 朗読劇『Looking for a victim』（2013年4月22日、乃木坂COREDO） -  ゲスト
- とくお組 第21回公演『砂漠の町のレイルボーイズ』（2013年8月7日-11日、座・高円寺1）作演出：徳尾浩司
- FunnyFarm旗揚げ公演『特殊清掃GO!GO!GO!』（2013年8月21日-25日、ウッディシアター中目黒）作演出：井上テテ
- good morningN°5『ジャンキー・ジャンク・ヌードット』（2013年9月20日-25日、下北沢駅前劇場）[21]
- 朗読劇極上文學V『Kの昇天〜或はKの溺死〜』（2013年11月27日-12月3日、全労済ホール／スペース・ゼロ）
- なかよし劇場 vol.1 『どうにもならない。』（2014年1月13日、下北沢シアター711）脚本：たかはC・ふじきみつ彦・マンボウやしろ[22]
- 『うさぎレストラン』 （2014年2月19日-24日、六行会ホール）作演出：ほさかよう
- 『月の番犬』（2014年4月2日-6日、下北沢シアター711）演出：奥原アイザック
- 『信州ナイト5回目くらい』（2014年4月11日、下北沢・風知空知） - ゲスト
- MOSH007『私を愛したスパイ』（2014年5月20日-25日、BOX in BOX）[23]
- サモ・アリナンズプロデュース第26弾『ビタジルダ』（2014年7月16日-21日、下北沢駅前劇場）作演出：小松和重ブラザーズ[24]
- 国産第1号『バイコーン』（2014年8月20日-24日、駅前劇場）作演出：オクイシュージ[25]
- 『健ドン！（仮）』（2014年10月19日、日本青年館 大ホール）[26]
- 『聖☆明治座・るの祭典』（2014年12月19日、明治座） - ゲスト[27]
- 『る・コン 〜あんなこと、こんなことあったでSHOW〜』（2014年12月31日、明治座）[28]
- 『滝口炎上』（2015年5月29-30日、明治座） - 松平信綱 役[29]
- 學蘭歌劇 『帝一の國』－決戦のマイムマイム－（東京：AiiA 2.5、2015年7月12日 - 20日 / 大阪：梅田芸術劇場、7月25日 - 26日）[30]
- good morning N˚5『世界征服ナイト』（2015年9月2日-16日、下北沢OFF OFFシアター）[31]
- 『年越RUN舞で☆るンバ　-走ったり、踊ったり、しゃべったり-』（2015年12月31日、明治座）[32]
- 『ママと僕たち』〜たたかえ！！泣き虫BABYS〜（東京：AiiA 2.5、2016年7月8日 - 18日 / 大阪：梅田芸術劇場、7月22日 - 24日） - 海老塚友郎/イバリD 役[33][34][35]
- ナイスコンプレックス N26『ゲズントハイト』（2016年10月29日、東京芸術劇場シアターイースト） - 日替りゲスト[36]
- 艶∞ポリス 第七回公演『個性が強すぎるのかもしれない』（2017年4月19日 - 25日、下北沢・駅前劇場）[37]
- 『すいているのに相席5』（2017年5月5日・6日、野方区民ホール）脚本：バッファロー吾郎A・せきしろ・上田誠
- アイアム劇団 旗揚げ公演『なんでもしますから赤福を売ってください』（2017年6月18日、座・高円寺2）脚本：せきしろ
- 『ゆく年く・る年冬の陣 師走明治座時代劇祭』（2017年12月、明治座 / 2018年1月、梅田芸術劇場） - 三好伊左入道 役
- サモ・アリナンズプロデュース第28弾『蹂躙さん』（2025年3月23日 - 31日、下北沢ザ・スズナリ）[38]
- Once（2025年9月9日 - 28日〈予定〉、東京：日生劇場 / 10月4日・5日〈予定〉、愛知：御園座 / 10月11日 - 14日〈予定〉、大阪：梅田芸術劇場 / 10月20日 - 26日、福岡：博多座） - 銀行の支店長 役[39][40]

### 映画
- 赤線（2004年7月）監督:奥秀太郎
- パッチギ LOVE&PEACE（2007年5月）監督:井筒和幸
- ぼくたちは上手にゆっくりできない。-BREAK-（2015年3月）監督・脚本・編集：舞城王太郎 - 主演 黒須 役[41]
- インターン（2016年11月）監督：吉田秋生 - タクシー運転手 役[42]
- リビング・オブ・ザ・リビングデッド（2017年2月）監督：安達寛高 - 藤原 役[43]
- クランクイン塩原ン（2021年3月）監督：筧昌也 - 片桐善 役
- IDOL NEVER DiES（2022年5月）監督・脚本：井口昇 - 山内知之 役

### テレビドラマ
- 医龍-Team Medical Dragon-3 第8話（2010年12月2日、フジテレビ） - 蓮見医師 役
- 水曜ミステリー9 刑事の十字架（2014年5月7日、テレビ東京）
- カミナリ☆ワイナリー（2014年8月2日、YBSテレビ）
- ごめんね青春! 第6話・第7話（2014年11月16日・23日、TBS） - 中井・父 役
- 私たちがプロポーズされないのには、101の理由があってだな 第8話（2014年12月23日、LaLa TV） - 幸平 役
- ドラマW 稲垣家の喪主（2017年3月18日、WOWOW） - 稲垣幸太郎 役[44]
- 声ガール! 第2話（2018年4月15日、ABCテレビ・テレビ朝日系） - プロデューサー 役
- 連続ドラマW コールドケース2 〜真実の扉〜 第8話（2018年12月1日、WOWOW） - 小池拓也 役
- 快盗戦隊ルパンレンジャーVS警察戦隊パトレンジャー 第46話（2019年1月6日、テレビ朝日） - 改造ポーダマンの声 役[45]
- 月曜名作劇場 内田康夫サスペンス 新・浅見光彦シリーズ 天城峠殺人事件（2019年1月7日、TBS） - 神谷 役
- カンテレ開局60周年特別ドラマ 僕が笑うと（2019年3月26日、カンテレ・フジテレビ系）
- 凪のお暇 第6話（2019年8月23日、TBS） - 桃園大基 役
- 大江戸スチームパンク（2020年1月19日 - 3月22日、テレビ大阪）
- エ・キ・ス・ト・ラ!!! 第3話・第6話（2020年1月31日・2月21日、カンテレ） - 君野 役
- 銀座黒猫物語 第7話（2020年8月28日、カンテレ）
- この恋あたためますか（2020年10月20日 - 12月22日、TBS） - 三田村敦史 役[46]
- 闇芝居（生）（2020年、テレビ東京）[47]
  - 第9話「家訓」（2020年11月5日） - 隆司 役
  - 第11話「ベランダ」（2020年11月19日） - ダイチ 役
  - 最終話「中身」（2020年11月26日） - 俊也 役
- エアガール（2021年3月20日、テレビ朝日） - 三木武夫 役
- ラブコメの掟〜こじらせ女子と年下男子〜（2021年4月8日 - 、テレビ東京） - 田所一 役
- 相棒 Season20（2021年） - 高部行人 役
- 妻、小学生になる。 第3話（2022年2月4日、TBS）- 梅園 役
- 君が心をくれたから（2024年1月8日 - 3月18日、フジテレビ） - 花村竜一 役[48]

### テレビアニメ
- パパのいうことを聞きなさい!（2012年1月 - 3月、TOKYO MX ほか） - 佐藤教授、店員、新聞の勧誘員、マッチョリーダー、八百屋 役
- ナンダカベロニカ（2014年3月、NHK Eテレ） - パパ・プレジデント 役[49]
- おはようハクション大魔王（2014年3月 - 2015年3月、日本テレビ） - カンちゃん 役
- おしゃべり唐あげあげ太くん（2017年6月 - 、広島テレビ） - 山田 役
- 別冊オリンピア・キュクロス（2020年4月 - 、TOKYO MX ほか） - 巌谷教授 役[50]
- ゴー!ゴー!キッチン戦隊クックルン (2021年10月18日-10月21日) - サボさん 役

### Webアニメ
- やさしいあくま（2018年12月、Amazon Prime Video） - 木のおじいさん 役 ほか[51]）

### その他テレビ番組
- みいつけた!（2009年3月30日 - 、NHK Eテレ） - サボさん、サボスチャン、サボノミズはかせ、サボぐちひろし、サボ子、ミスターゲトゲト（声・スーツアクター）、コシ田カケノシンの声
- みいつけた!さん→みいつけた!（2010年4月 -  2022年4月3日、NHK Eテレ） - サボさん、サボ子他（声・スーツアクター）
- ETV50 キャラクター大集合 とどけ!みんなの元気パワー 〜輝け!こども番組元気だ!大賞〜（2009年9月21日）- サボさん（声・スーツアクター）
- みんな集まれ!こどもうたまつり（NHK Eテレ、2022年5月5日 - 、 サボさん、サボ子）
- ウェルカム!よきまるハウス（NHK Eテレ、2022年8月8日 - 、サボさん）
- スゴEフェス2024（NHK Eテレ、2024年11月4日、サボさん）
- あつまれ!ワンワンわんだーらんど→ワンワンわんだーらんど（2010年 、NHK教育テレビ→NHK Eテレ）- サボさん（声・スーツアクター）
- まいん&シャキーン!夢のコラボ Eテレパワーで倒せ!謎の宇宙人（2010年10月11日）- サボさん（声・スーツアクター）
- ワンワンパッコロ!キャラともワールド（不定期、NHK BSプレミアム）- サボさん（声・スーツアクター）
- お江戸ミステリー家康が最も怖れた仕掛人（2011年1月23日、日本テレビ） - 松尾芭蕉篇 宝井其角 役
- かみばな〜日本には八百万の神様がいるかもしれない〜（2013年4月 - 6月、BS11） - サルタヒコ 役
- 翼旅（2021年1月 - 3月、tvk）[52]

### ラジオドラマ
- マクドナルドちゃぱら店物語（1999年10月 - 2002年3月、文化放送）

### バラエティー番組
- 俺旅。（2015年1月 - 、tvk 他）
- 俺旅。〜シーズン2〜（2016年1月 - 、tvk 他）[53]
- 総延長3400キロ！全国縦断！新幹線グルメ（2016年6月12日、RSK 他） - ナレーション[54]
- 僕たちの小トリップ（2017年1月1日、tvk 他）[55]
- 演劇人は、夜な夜な、下北の街で呑み明かす…第十夜（2017年1月 前編18日、後編25日、BSスカパー!）[56]

### CM
- ダイハツ「ナショナル全自動洗濯乾燥機」[57]
- 日産「リーフ」
- ロッテ「プクー」
- 損保ジャパン「お客さま評価日本一〔設立〕」篇
- サントリー「ラクテクト」
- ジェットスター・ジャパン「16歳のように、旅をしよう。」[58]

### イベント
- サモアリ夜の会『ファンの集い』（2000年8月23日-25日、下北沢OFFOFFシアター）
- サモ・アリナンズ 10周年記念パーチー「サモ・アリナンズの夏の夜の夢」（2002年7月7日、本多劇場） - ヴァイオリン演奏（前座）
- 大人計画フェスティバル[59]（2006年9月9日-10日、多摩市 旧・西落合中学校敷地内） - ゲストMC
- SHOW劇革命 FIRST GIG!（2009年2月20日-21日、テレピアホール）[60]
- 新たに舞い降りた天正遣欧少年使節〜お洒落なラフォーレでヴィバれ！イベント〜（2011年10月5日 - 8日、ラフォーレミュージアム原宿）[61]
- 「大江戸鍋祭 最後の最後に上映会」（2012年7月16日、日本青年館） - 司会
- BS-TBS収穫祭！！IN青山円形劇場「さとうのまんま」（2012年11月14日、青山円形劇場）
- 公開収録＆カウントダウンイベント「神話（かみばな）〜日本には八百万の神様がいる〜」赤坂ACTシアター（2012年12月31日）
- 前川紘毅ワンマンライブ2013初陣（2013年6月22日、渋谷LOOP annex） - ゲスト
- ボードゲームセンターばかし（2013年10月6日、シネマアミーゴ）[62]
- バルトる・映画祭（2014年5月18日、新宿バルト9）[63]
- 猫背シュージ（2014年9月12日、下北沢 風知空知）[64]
- ボードゲームセンターばかし ステージ2（2014年12月16日、豪徳寺tokyo omo style）[65]
- 村井良大×佐藤貴史「俺旅。」完成披露イベント（2014年12月13日、ラフォーレ原宿ミュージアム/12月14日、大阪府男女共同参画・青少年センター（ドーンセンター）ホール/2015年2月14日、名古屋 東別院ホール）[66]
- 俺旅。シーズン2 カレー食べにいってらっしゃい！イベント（2015年11月1日、ブリリア ショートショートシアター）[67]
- 『佐藤貴史の「ほんとは週3でカタンしたいのよー」』（2015年12月12日、新宿・ゲームBARミニらぼ）[68]
- 『佐藤貴史の「ほんとは週3でカタンしたいのよー」』（2016年4月2日、新宿・ゲームBARミニらぼ）[69]
- 村井良大×佐藤貴史「俺旅。」完成披露イベント（2016年3月12日、浜離宮朝日ホール/4月17日、朝日生命ホール/4月23日、栄ガスホール）[67]
- ボードゲームセンターばかし ステージ3（2016年6月1日、ヒミツキチラボ）[70]
- 輝け！第46回バースデーvol.1「せきしろが考えたことを46個聞く夜」（2016年11月3日、新宿ロフトプラスワン）[71]
- 村井良大×佐藤貴史「僕たちの小トリップ」完成披露イベント（2016年12月25日、ヨコハマNEWSハーバー）[72]
- ザ・アナログゲーム・ショウ（2017年1月19日、2月16日/道玄坂ヒミツキチラボ）[73]

### WEB番組
- 佐藤貴史のバミッていこうぜ!（2015年7月- 不定期配信、シアタークリップ） - MC [74]
- おしえて アベマくん（2016年4月 - 、AbemaTV） - イーヤ 役 [75]

### 配信ドラマ
- 君は放課後、宙を飛ぶ（2018年8月5日 - 9月9日、ひかりTV・dTV） - 柿沼翔一郎 役

### その他
- 「聡明なスパイは耳がいい」（2015年3月） - ゲームブック付属CD 声の出演[76]

## 作品

### 音楽CD・DVD
サボさん名義
- 「サボさんまいったな」（2011年1月）（作詞・ふじきみつ彦、作曲・横山剣）（CD みいつけた！パーティー（アルバム第2弾）／DVD みいつけた！リサイタル うたうッス おどるッス（DVD第2弾）収録）
- 「サボテンよりあいをこめて」（2013年3月）（作詞・ふじきみつ彦、作曲・宇崎竜童）（CD みいつけた！パラダイス（アルバム第3弾）／DVD みいつけた! おおもり ふつう てんこもり 収録）
- 「サボさんのえかきうた」（2013年8月）（作詞・ふじきみつ彦）（DVD みいつけた! おおもり ふつう てんこもり 収録）